# Glicoalcaloides

Estructura química de α-solanina distinguido el azúcar (fracción solatriose) y el alcaloide (solanidina) porciones

Los glicoalcaloides son una familia de compuestos químicos derivados de alcaloides en el que se añaden grupos de azúcar. Hay varios que son potencialmente tóxicos, especialmente aquellos que son los venenos que se encuentran comúnmente en las especies de plantas Solanum dulcamara ( solanáceas ).
Un glicoalcaloide prototípico es la solanina (compuesto por el azúcar solanose y el alcaloide solanidina), que se encuentra en la patata. La porción de alcaloide de la glicoalcaloide también se conoce genéricamente como una aglicona. El glicoalcaloide intacta no se absorbe bien desde el tracto gastrointestinal, pero causa irritación gastrointestinal. La aglicona se absorbe y se cree que es responsable de los signos observados del sistema nervioso.
Los glicoalcaloides son típicamente de sabor amargo, y producen una irritación y ardor en la parte posterior de la boca y la cara de la lengua cuando se comen. Los aymaras de Bolivia utilizan el gusto para detectar los niveles de glicoalcaloides en las papas para determinar la seguridad de varios cultigenes.
Aunque no disponible de forma rutinaria, la detección de alcaloides en los tejidos o en la orina es posible para el diagnóstico de laboratorio.
La venta de un tratamiento comercializado de glicoalcaloides por Lane Labs. Inc. EE. UU. para la prevención del cáncer de piel fue prohibido por la FDA en 2004 como una droga no probada. Geles de glicoalcaloides similares están comercializados como exfoliantes.